# 布施屋
布施屋（ふせや）とは、古代律令制時代に日本各地に作られた旅行者の一時救護・宿泊施設。仏教寺院の救恤事業の一環として設置されることが多かった。
六国史に設置経緯が記された武蔵国の悲田処が有名である。

## 社会背景
平安時代、律令制下では庶民は租税や労役、兵役を課せられていたが、その運搬や出向は全て本人が自ら都まで出向かなければいけなかった。駿馬を使えるのは官吏だけに限られていたので、庶民は全員が何日、時には何十日もかけて徒歩や農耕用の馬で都に向かっていたのである。また食料も自己調達しなければならなかった。
当然このような劣悪な状況では途中で飢えや病により倒れたり、死亡したりして行旅死亡人となる者も多く、初期の頃から社会問題化し始めていた。全国でそのような状況を解決するために、仏教寺院などを中心にして造られたのが「布施屋」である。

## 概要

### 施設
数少ない史料から総合すると、布施屋の施設は3軒から5軒の建物から構成され、救護・宿泊施設と物資庫・食料庫に分かれていた。物資庫・食料庫は「板倉」という名で伝えられている場所もある。
布施屋内の救護・宿泊施設では食料の配給、けがや病気の手当て、宿泊などのサービスが行われていた。ただしこれらはあくまで一時的＝緊急避難的なものであり、長期的宿泊施設や療養施設としての性格は全くなかった。このためサービスの比重は救護の方に置かれ、宿泊はあまり重視されていなかった。事実、東大寺の設置した布施屋では寝具が2組しかなく、とても継続して宿泊出来る環境ではなかったことが分かっている。

### 運営
布施屋の運営主体は大きく分けて「寺院」と「国府」の2つに分かれる。元々困っている旅行者を施設を造って助けようという「救恤」の発想自体が仏教の考え方であり、自然と運営主体は寺院が多くなった。国府の運営、即ち官営であるものは、そのような仏教側の動きと実際問題での行旅死亡人の増加に伴い発生してきたものと思われる。
布施屋自体が仏教的発想の産物であるため、運営には必ず仏教寺院が関わった。運営主体が寺院である場合はその寺院そのものが、国府である場合は敷地内に寺を建造したり近くの寺に監督を依頼したりすることが行われた。また敷地内には必ず「薬師寺」と称し、医薬を司る薬師如来を本尊とする寺が建てられたという。
運営費や食料・物資の調達法は、自ら墾田を持つもの、官吏の扶持を割くもの、出挙として稲を貸し付け利子で運営するものなどさまざまであった。また敷地内にナツメや梨、栗などの木を植え、補助的に食料にあてることもあった。

## 主な布施屋
行基の布施屋
奈良時代の高僧・行基が布教のため全国を巡った際に造ったと伝えられる。
その数は山城国2ヶ所、摂津国3ヶ所、河内国2ヶ所、和泉国2ヶ所、備後国1ヶ所の10ヶ所に上るという。
代表格である昆陽布施屋（こやのふせや）は天平3（731年）に摂津国川辺郡に開設された。
現在の兵庫県伊丹市寺本にある昆陽寺の元になったといわれている。
東大寺布施屋
天平宝字5（761年）に大和国十市郡に開設。
旅行者だけではなく寺で労役を科せられていた人々のための施設でもあったという。
悲田処
天長10（833年）に武蔵国多摩郡と入間郡の境界付近に開設。武蔵国府、のち朝廷による官営。
六国史である『続日本後紀』に設置経緯が掲載されており、全国の布施屋の中では最も知名度が高い。
詳しくは悲田処の項を参照。
続命院
承和2（835）年以前に九州（国名不明）に開設。大宰府による官営。
『続日本後紀』承和2年12月3日條によれば、刑部卿の小野岑守が以前大宰大弐であった頃に開設し、墾田百四十町をもってその運営に当てたという。
場所は筑前国説と豊前国説があり、前者は福岡県筑紫野市、後者は福岡県京都郡みやこ町犀川地区（旧：京都郡犀川町）に比定されている。
なお東京都江戸川区にはこの続命院の後継を称する「證大寺」という寺が存在する。
救急院
承和11（844年）に相模国高座郡と愛甲郡に開設。相模国府による官営。
相模介であった橘永範が自分の俸給である稲一万束をもって開設したと伝えられる。
六国史に記録はないが平安時代の法令集『類聚三代格』に記録が残り、開設から4年間で1158人を救護したと伝えられている。
場所は現在の神奈川県厚木市と海老名市。
墨俣河の布施屋
承和2（835年）に太政官符より、墨俣川（現在の長良川）の両岸美濃と尾張に設けるように発令された。
『類聚三代格』に記録が残り、東海道・東山道を対象に増艘と架橋、布施屋の設置を命じられた際のもの。大安寺（奈良の大安寺と思われる）の僧である忠一に任され、国司と講讀師（国分寺に設置された上座の僧侶、講師のことと思われる）らと共に修造され、国司と講讀師によって管理された。通行する者の布施屋料や通行料の負担がみられる。
大道ではなかったが、租庸調のために人々で混雑したことを窺い知ることができる。東海道の代わりに利用されることが多かったためである。
美濃側の場所は、現在の岐阜県大垣市墨俣町下宿、上宿あたりと思われる。